# Алванд Мірза
Алванд Мірза' (*д/н — 1505) — султан Ак-Коюнлу в Азербайджані та Діярбакирі в 1497—1501 роках. Повне ім'я Абул-Музаффар Алванд бен Юсуф.

## Життєпис
Походив з роду Ак-Коюнлу. Син юсуф-бека, другого сина шаха Узун-Хасана. Про дату народження замало відомостей. У 1478 році його призначено намісником Шираза з провінцією Фарс. Втім, за дорученням Султан-Халіла його атабеком й фактичним керуючим провінції став Бакир-бей.
У 1497 році разом з іншими родичами очолив повстання проти султана Ахмеда I, якого було переможено й страчено біля Ісфагану. після цього розділив з братом Мухаммедом державу Ак-Коюнлу, отримавши Азербайджан з Тебризом.
У 1498 році виступив проти Мухаммеда, завдавши тому поразки, після чого захопив Фарс з Ширазом. Слідом за цим рушив проти Султан-Касіма, що правив в Діярбакирі, якого змусив підкоритися. У 1500 році уклав договір з султан-Мурадом, який на той час повалив Мухаммеда, за яким розділив державу Ак-Коюнлу, отримавши кавказькі та малоазійські володіння.
У 1501 році проти Алванд Мірзи виступили Сефевіди на чолі із Ісмаїлом, який спочатку переміг ширваншаха Газі-бека, васала Алванд Мірзи. Тоді війська Ак-Коюнлу рушили проти Сефевідів, але у битві біля Кури зазнали поразки. за цих обставин Алвандмірза особисто очолив 30-тисячне військо. У серпні 1501 року біля Шарура (натепер Нахічеванська Автономна область Азербайджану) відбулася вирішальна битва проти 7-тисячної армії на чолі із Ісмаїлом Сефевідом. Алванд мірза зазнав нищівної поразки. Після цього Ісмаїл зайняв Південний Азербайджан з Тебризом, де оголосив себе шахом.
У 1502 році відступив до Ерзінджана, де правив до 1505 року, коли його було повалено шахом Ісмаїлом I.